# Danmark ved sommer-OL 1932
Danmark deltog i Sommer-OL 1932 i Los Angeles med 24 sportsudøvere, 18 mænd og 6 kvinder. Danmark vandt tre sølv- og tre bronzemedaljer og placerede sig som nummer 20 i medaljetabellen.
Sammenlignet med legene i Amsterdam var den danske deltagelse kun ca. ¼ af hvad den havde været fire år tidligere. Dette skyldes den meget lange og besværlige rejse til den amerikanske vestkyst. Dertil kom at det var meget dyrt at sende atleterne på den lange rejse. De amerikanske arrangører havde, med hjælp fra den Internationale Olympiske Komité, (IOC), dog gjort alt for at reducere udgifterne for deltagerne. Således var indkvartering og bespisning holdt på et absolut økonomisk minimum. Arrangørerne havde udregnet at en tur for én europæisk idrætsudøver ville kunne gøres for ca. $ 500. At det trods alt lykkedes Danmark at sende 24 deltagere skyldtes ikke mindst en indsamling, der var blevet etableret af dansk-amerikanere i Californien. Indsamlingen indbragte $ 12.000 og dækkede således stort set udgifterne for atleterne.
De danske mænd var sammen med de øvrige mandlige atleter indkvarteret i den nyopførte olympiske by i nærheden af de olympiske arenaer. Det var første gang at man samlede atleterne på denne måde. De danske kvinder var sammen med alle øvrige kvinder derimod samlet på det fashionable Chapman Park hotel, der lå inde i selve Los Angeles.
Den danske medaljehøst var den ringeste siden London i 1908, men deltagerantallet var også det mindste siden de første par olympiske lege.

## Sportsgrene
Danmark deltog i 7 ud af de i alt 14 sportsgrene .

### Atletik
| Deltagere i atletik        | Deltagere i atletik | Deltagere i atletik        |
| Navn                       | Disciplin           | Placering                  |
| -------------------------- | ------------------- | -------------------------- |
| Christian Markersen        | 1500 meter          | Nummer 6 i indledende heat |
| Anders Hartington Andersen | Maraton             | Nummer 10                  |

I 1500 meterløb var der 27 deltagere der blev inddelt i 3 heat, hvor de 4 første gik videre til finalen. Christian Markersen blev nummer 6 i sit indledende heat i tiden 4:06,5 og deltog således ikke videre i konkurrencen.
I maraton var der 29 deltagere til samlet start. Anders Hartington Andersen blev nummer 10 i tiden 2 t 44 m. 38 sek., hvilket var godt 13 minutter fra førstepladsen og ca. 12 minutter fra en medalje.

### Boksning
| Deltagere i boksning | Deltagere i boksning | Deltagere i boksning |
| Navn                 | Disciplin            | Placering            |
| -------------------- | -------------------- | -------------------- |
| Carl Jensen          | Weltervægt           | Tabte i 2. runder    |
| Peter Jørgensen      | Letsværvægt          | Bronze               |

Bokseturneringen blev afholdt som en traditionel knock-out turnering. 

I weltervægt var der i alt 16 deltagere. 

Carl Jensen vandt sin førsterundekamp over Nils Olof Osten Althin, Sverige på point. I anden runde tabte Carl Jensen til Erich Campe, Tyskland på point. 

I letsværvægt var der i alt 8 deltagere. 

Peter Jørgensen vandt sin førsterundekamp, som reelt var kvartfinalen, over Rafael Lang, Argentina på point. I semifinalen tabte han til  David E. Carstens, Sydafrika på point. I kampen om tredjepladsen vandt Peter Jørgensen over James J. Murphy, Irland, da denne ikke kunne stille op og erhvervede således bronzemedaljen. 

### Brydning
| Deltagere i brydning       | Deltagere i brydning              | Deltagere i brydning           |
| Navn                       | Disciplin                         | Placering                      |
| -------------------------- | --------------------------------- | ------------------------------ |
| Christian Schack Mortensen | Fribrydning Fjervægt              | Ude efter 2. indledende runder |
| Børge Jensen               | Fribrydning Weltervægt            | Ude efter 2. indledende runder |
| Christian Schack Mortensen | Græsk-romersk brydning Fjervægt   | Skadet efter en tabt kamp      |
| Abraham Kurland            | Græsk-romersk brydning Letvægt    | Sølv                           |
| Børge Jensen               | Græsk-romersk brydning Weltervægt | Ude efter 3. indledende runder |

Turneringsformen var den samme indenfor fribrydning og græsk-romersk brydning og i alle vægtklasser. Grundlæggende blev man ved med at møde modstandere i en slags indledende runder indtil man havde fundet en vinder. Undervejs blev de dårligste brydere sorteret fra ved slutningen af en runde. Frasorteringen foregik hvis en bryder opnåede minus 5 point eller mere. Pointsystemet var opbygget som følger: 

•	Vinder på fald = 0 point 

•	Vinder på point = Minus 1 point 

•	Taber = Minus 3 point 

Fri stil 

I fjervægt var der i alt 10 deltagere. 

Christian Schack Mortensen tabte sine to indledende kampe til den senere sølvmedaljevinder  Edgar Nemir fra USA og den senere guldmedaljevinder  Herman Pihlajamäki fra Finland. Christian Schack Mortensen havde herefter minus 6 point og var ude af konkurrencen. 

I weltervægt var der i alt 9 deltagere. 

Børge Jensen tabte sine to indledende kampe til  Jean Földeak fra Tyskland og den senere guldmedaljevinder  Jack Francis Van Bebber fra USA. Børge Jensen havde herefter minus 6 point og var ude af konkurrencen. 

Græsk – romersk stil 

I fjervægt var der i alt 8 deltagere. 

Christian Schack Mortensen tabte sin første indledende kamp til Kiyoshi Kase fra Japan. En skade afholdt ham herefter fra at fortsætte. 

I letvægt var der i alt 6 deltagere. Konkurrencen skulle vise sig at være et fint eksempel på svaghederne i det daværende scoringssystem. Deltagerne i konkurrencen var: 

Abraham Kurland, Danmark 

 Aarne Reini, Finland 

 Eduard Sperling, Tyskland 

Silvio Tozzi, Italien 

Yoneichi Miyazaki, Japan 

 Eric Malmberg, Sverige 

Første runde: 

 Eric Malmberg, Sverige vinder på point over  Eduard Sperling, Tyskland 

 Aarne Reini, Finland vinder på fald over Silvio Tozzi, Italien 

Abraham Kurland, Danmark vinder på fald over Yoneichi Miyazaki, Japan 

Silvio Tozzi udgik herefter med en skade. 

Stillingen efter første runde: 

Abraham Kurland, Danmark 0 point

 Aarne Reini, Finland 0 point

 Eric Malmberg, Sverige minus 1 point

 Eduard Sperling, Tyskland minus 3 point

Yoneichi Miyazaki, Japan minus 3 point 

Anden runde: 

Efter lodtrækning blev Yoneichi Miyazaki, Japan oversidder i denne runde. 

 Eric Malmberg, Sverige vinder på point over  Aarne Reini, Finland 

 Eduard Sperling, Tyskland vinder på point over Abraham Kurland, Danmark 

Stillingen efter anden runde: 

 Eric Malmberg, Sverige minus 2 point 

Abraham Kurland, Danmark minus 3 point 

 Aarne Reini, Finland minus 3 point 

Yoneichi Miyazaki, Japan minus 3 point 

 Eduard Sperling, Tyskland minus 4 point 

Tredje runde: 

Efter lodtrækning blev Abraham Kurland oversidder i denne runde. 

 Eric Malmberg, Sverige vinder på fald over Yoneichi Miyazaki, Japan 

 Eduard Sperling, Tyskland vinder på point over  Aarne Reini, Finland 

Stillingen efter tredje runde: 

 Eric Malmberg, Sverige minus 2 point

Abraham Kurland, Danmark minus 3 point 

Eliminerede efter runden var: 

 Eduard Sperling, Tyskland minus 5 point, som gav bronzemedalje

 Aarne Reini, Finland minus 6 point

Yoneichi Miyazaki, Japan minus 6 point 

Fjerde runde: 

 Eric Malmberg, Sverige vinder på point over Abraham Kurland, Danmark 

Medaljestilling: 

Guldmedalje  Eric Malmberg, Sverige minus 3 point

Sølvmedalje Abraham Kurland, Danmark minus 6 point 

Bronzemedalje  Eduard Sperling, Tyskland minus 5 point

I weltervægt var der i alt 8 deltagere. 

Børge Jensen vandt i den første indledende runde over  Arild Dahl fra Norge på point mens han tabte de næste to kampe til  Osvald Käpp fra Estland og  Väinö Kajander fra Finland. Børge Jensen havde herefter minus 7 point og var ude af konkurrencen.

### Cykling
| Deltagere i cykling                     | Deltagere i cykling     | Deltagere i cykling  |
| Navn                                    | Disciplin               | Placering            |
| --------------------------------------- | ----------------------- | -------------------- |
| Harald Christensen                      | 1000 meter på tid       | Nummer 7             |
| Willy Gervin                            | Sprint                  | Slået i kvartfinalen |
| Harald Christensen Willy Gervin         | 2000 meter tandem       | Bronze               |
| Frode Sørensen                          | Landevejscykling        | Nummer 5             |
| Leo Nielsen                             | Landevejscykling        | Nummer 9             |
| Henry Hansen                            | Landevejscykling        | Nummer 12            |
| Gunnar Andersen                         | Landevejscykling        | Nummer 18            |
| Frode Sørensen Leo Nielsen Henry Hansen | Landevejscykling (hold) | Sølv                 |

I 1000 meter på tid var der i alt 9 deltagere. Alle deltagere kørte en gang og fik målt deres tid. 

Harald Christensen blev nummer 7 i tiden 1 m. 16,0 sek. 

I sprint var der i alt 9 deltagere. Formatet for konkurrencen var, at deltagerne blev inddelt i 3 indledende heat, hvoraf de 2 første gik til kvartfinalen. De 3 tabere gik i et opsamlingsheat, hvor de 2 første gik til kvartfinalen. I kvartfinalen var det kun vinderen, der gik videre. I semifinalen gik vinderne direkte i finalen mens taberne mødtes om den tredje sidste plads i finalen. 

Willy Gervin blev nummer 2 i sit indledende heat og gik videre til kvartfinalen, hvor han blev slået af  Edgar Laurence Gray fra Australien og var dermed elimineret. 

I 2000 meter tandem var der i alt 5 deltagende hold. Formatet for konkurrencen var, at de 4 hold mødtes i 2 indledende heat, hvor vinderen gik i semifinalen. De to tabende hold kom i ét opsamlingsheat sammen med USA, hvor de 2 bedste gik i semifinalen. Vinderne af semifinalen gik i finalen mens taberne skulle køre om tredjepladsen. 

Harald Christensen og Willy Gervin kørte i indledende heat mod Holland, men blev diskvalificeret for at spærre for modstanderne. I opsamlingsheatet vandt Danmark foran England og USA og gik i semifinalen. I semifinalen tabte Danmark til Frankrig og skulle derfor køre om 3. pladsen, hvor Holland ventede. Kort før løbet gik hollændernes cykel i stykker og kunne ikke stille op, hvorfor Danmark blev erklæret for vinder og fik dermed også bronzemedaljerne. 

I individuelt landevejsløb var der i alt 33 deltagere, som konkurrerede med samlet start på en distance på over 100 km. Der blev kun kørt ét landevejsløb, så løbet gjaldt også som basis for udregning af holdløbet. 

Frode Sørensen blev nummer 5 i tiden 2 t. 30 m. 11,2 sek. 

Leo Nielsen blev nummer 9 i tiden 2 t. 32 m. 48,6 sek. 

Henry Hansen blev nummer 12 i tiden 2 t. 35 m. 50,4 sek. 

Gunnar Andersen blev nummer 18 i tiden 2 t. 37 m. 23,6 sek. 
 

I landevejsholdløbet deltog 8 hold. Konkurrencen blev afviklet parallelt med det individuelle landevejsløb og blev således ikke kørt separat. For de deltagende nationer blev de 3 bedste rytteres tid fra det individuelle landevejsløb lagt sammen og resultatet blev herefter udregnet. 

Frode Sørensen, Leo Nielsen og Henry Hansen var de 3 bedste danskere og deres samlede tid blev på 7 t. 38 m. 50,2 sek., hvilket gav en 2. plads og dermed sølvmedalje kun overgået af et helt suverænt hold fra Italien, der også satte sig på pladserne 1, 2 og 4 i den individuelle konkurrence. 

### Fægtning
| Deltagere i fægtning                                        | Deltagere i fægtning | Deltagere i fægtning          |
| Navn                                                        | Disciplin            | Placering                     |
| ----------------------------------------------------------- | -------------------- | ----------------------------- |
| Axel Bloch                                                  | Fleuret              | Nummer 7 i semifinalen        |
| Ivan Osiier                                                 | Fleuret              | Nummer 7 i semifinalen        |
| Erik Kofoed-Hansen                                          | Fleuret              | Nummer 9 i indledende gruppe  |
| Erik Kofoed-Hansen                                          | Kårde                | Nummer 9 i indledende gruppe  |
| Aage Leidersdorff                                           | Kårde                | Nummer 10 i semifinalen       |
| Axel Bloch                                                  | Sabel                | Nummer 7 i indledende gruppe  |
| Ivan Osiier                                                 | Sabel                | Nummer 7                      |
| Aage Leidersdorff                                           | Sabel                | Nummer 9 i indledende gruppe  |
| Axel Bloch Ivan Osiier Erik Kofoed-Hansen Aage Leidersdorff | Fleuret (Hold)       | Nummer 4                      |
| Axel Bloch Ivan Osiier Erik Kofoed-Hansen Aage Leidersdorff | Kårde (Hold)         | Tabte i semifinalen           |
| Axel Bloch Ivan Osiier Erik Kofoed-Hansen Aage Leidersdorff | Sabel (Hold)         | Tabte i indledende runde      |
| Inger Klint                                                 | Fleuret              | Nummer 7 i indledende grupper |
| Gerda Munck                                                 | Fleuret              | Nummer 7                      |
| Grete Olsen                                                 | Fleuret              | Nummer 8                      |

Mænd 

I fleuret var der i alt 27 deltagere. Formatet i konkurrencen var, at deltagerne var opdelt i 3 indledende grupper, hvoraf de 6 bedste kom i semifinalen. I de to semifinaler gik de 5 bedste til finalen. 

Axel Bloch blev nummer 6 i sine indledende grupper og gik videre til semifinalen, hvor han blev nummer 7 og var dermed ude af konkurrencen. 

Ivan Osiier blev nummer 4 i sine indledende grupper og gik videre til semifinalen, hvor han blev nummer 7 og var dermed ude af konkurrencen. 

Erik Kofoed-Hansen blev nummer 9 i sine indledende grupper og var dermed ude af konkurrencen. 

I kårde var der i alt 29 deltagere. Formatet i konkurrencen var, at deltagerne var opdelt i 3 indledende grupper, hvoraf de 7 bedste kom i semifinalen. I de to semifinaler gik de 6 bedste til finalen. 

Aage Leidersdorff blev nummer 5 i sine indledende grupper og gik videre til semifinalen, hvor han blev nummer 10 og var dermed ude af konkurrencen. 

Erik Kofoed-Hansen blev nummer 9 i sine indledende grupper og var dermed ude af konkurrencen. 

I sabel var der i alt 25 deltagere. Formatet i konkurrencen var, at deltagerne var opdelt i 3 indledende grupper, hvoraf de 6 bedste kom i semifinalen. I de to semifinaler gik de 5 bedste til finalen. 

Ivan Osiier blev nummer 3 i sine indledende grupper og gik videre til semifinalen, hvor han blev nummer 4. I finalen sluttede han på 7 pladsen. 

Axel Bloch blev nummer 7 i sine indledende grupper og var dermed ude af konkurrencen. 

Aage Leidersdorff blev nummer 9 i sine indledende grupper og var dermed ude af konkurrencen. 

I fleuret for hold var der 6 deltagende hold med hver 4 deltagere. I indledende runde blev Mexico besejret med 11 – 5 og Danmark gik i finalen, hvor 4 hold mødtes i en alle mod alle turnering. Danmark endte på 4 pladsen efter 3 tabte kampe med følgende resultater: 

Italien – Danmark 12 – 4 

Frankrig – Danmark 10 – 6 

USA – Danmark 9 – 7 

I kårde for hold var der 7 deltagende hold med hver 4 deltagere. På grund af at Cuba havde trukket sit hold fra turneringen gik Danmark direkte videre til semifinalerne, hvor de mødte USA. Kampen endte 8 – 8, men USA vandt på flest træffere. Danmark var således ude af turneringen. 

I sabel for hold var der 6 deltagende hold med hver 4 deltagere. I indledende runde tabte Danmark til Ungarn med 1 – 11 og til Polen med 5 – 9 og var dermed elimineret. 

Kvinder 

I fleuret var der i alt 17 deltagere. Formatet i konkurrencen var at deltagerne var opdelt i 2 indledende grupper, hvoraf de 5 bedste gik til finalen. 

Inger Klint blev nummer 7 i sine indledende grupper og var dermed ude af konkurrencen. 

Gerda Munck blev nummer 3 i sine indledende grupper og gik videre til finalen, hvor hun blev nummer 7. 

Grete Olsen blev nummer 4 i sine indledende grupper og gik videre til finalen, hvor hun blev nummer 8. 

### Svømning
| Deltagere i svømning | Deltagere i svømning    | Deltagere i svømning       |
| Navn                 | Disciplin               | Placering                  |
| -------------------- | ----------------------- | -------------------------- |
| Lilli Andersen       | 100 m fri svømning      | Nummer 6 i indledende heat |
| Else Jacobsen        | 200 m brystsvømning     | Bronze                     |
| Lilli Andersen       | 400 m fri svømning      | Nummer 6 i semifinalen     |
| Ingrid Larsen        | Udspring, 3 meter vippe | Nummer 8                   |
| Ingrid Larsen        | Udspring, tårn          | Nummer 5                   |

I 100 m fri svømning var der i alt 20 deltagere. Formatet for konkurrencen var, at der var 4 indledende heat, hvoraf de to bedste i hvert heat og de bedste tider kvalificerede sig til semifinalen. De 3 bedste i semifinalen gik i finalen. 

Lilli Andersen blev nr. 3 i sit indledende heat i tiden 1:11,6, hvilket var den næstbedste tid til videre kvalifikation, men som lige nøjagtig ikke rakte til at gå videre. 

I 200 m brystsvømning var der i alt 11 deltagere. Formatet for konkurrencen var, at der var 3 indledende heat, hvoraf de to bedste i hvert heat og de bedste tider kvalificerede sig til finalen. 

Else Jacobsen vandt sit indledende heat i tiden 3:12,1 og gik videre til finalen. Her blev hun nr. 3 i tiden 3:07,1 og vandt dermed bronzemedalje. 

I 400 m fri svømning var der i alt 14 deltagere. Formatet for konkurrencen var, at der var 4 indledende heat, hvoraf de to bedste i hvert heat og de bedste tider kvalificerede sig til semifinalen. De 3 bedste i semifinalen gik i finalen. 

Lilli Andersen blev nr. 2 i sit indledende heat i tiden 6:05,1 og gik dermed videre til semifinalen. Lilli Andersen blev nr. 4 i tiden 6:05,5 og var dermed ude af konkurrencen. 

I udspring fra 3-metervippe var der i alt 8 deltagere. Formatet var, at konkurrencen blev afgjort i en enkelt serie, hvor alle deltagere havde 6 spring, hvoraf de 3 første var fastlagte af arrangørerne mens de sidste 3 spring var frie. 

Ingrid Larsen endte som nummer 8 og sidst med 57,26 point efter følgende serie: 

Forlæns hovedspring, hoftebøjet, med løb: 7,56 point 

Stående baglæns saltomortale: 12,48 point 

Forlæns halv skrue, med løb: 6,46 point 

Forlæns halvanden skrue, hoftebøjet, med løb: 9,00 point 

Mollberg salto, sammenbøjet, med løb: 12,96 point 

Stående baglæns halvanden saltomortale, sammenbøjet: 8,80 point 

I udspring fra tårn var der i alt 8 deltagere. Formatet var, at konkurrencen blev afgjort i en enkelt serie, hvor alle deltagere havde 4 spring, der alle var fastlagte af arrangørerne. 

Ingrid Larsen endte som nummer 5 med 31,96 point efter følgende serie: 

Forlæns løbende hovedspring fra 5 meter: 7,70 

Forlæns stående hovedspring fra 10 meter: 7,70 

Forlæns løbende hovedspring fra 10 meter: 7,92 

Baglæns stående forlæns hovedspring med hoftebøj fra 5 meter: 8,64 

### Vægtløftning
| Deltagere i vægtløftning | Deltagere i vægtløftning | Deltagere i vægtløftning |
| Navn                     | Disciplin                | Placering                |
| ------------------------ | ------------------------ | ------------------------ |
| Svend Olsen              | Letsværvægt              | Sølv                     |

Konkurrencen var en kombineret turnering, hvor der blev konkurreret i 3 forskellige discipliner og kun det samlede resultat gjaldt. Hver deltager havde i alt 3 forsøg i hver disciplin og når én vægt var klaret kunne vægten forøges til næste forsøg. Blev vægten derimod ikke klaret blev der forsøgt igen på samme vægt. Med kun 4 deltagere i klassen havde Svend Olsen en god chance for at opnå en medalje. 

Første disciplin var 2-hånds militær pres, hvor Svend Olsen klarede de to første forsøg på 95,0 kg og 100,0 kg inden han også klarede sidste forsøg på 102,5 kg, hvilket også var hans notering i disciplinen. 

Anden disciplin var træk, hvor Svend Olsen igen klarede de to første forsøg på 102,5 kg og 107,5 kg men kiksede forsøget på 112,5 kg. Svend Olsen blev derfor noteret i disciplinen på 107,5 kg. 

Tredje og sidste disciplin var stød, hvor Svend Olsen endnu engang klarede de to første forsøg på 142,5 kg og 150,0 kg. Sidste forsøg på 157,5 kg blev derfor ikke klaret. Noteringen i disciplinen blev derfor på 150,0 kg. 

Sammenlagt fik Svend Olsen noteret 360,0 kg, hvilket rakte til en andenplads og dermed en sølvmedalje.

## Medaljevindere
| Danmark ved sommer-OL 1932 | Danmark ved sommer-OL 1932              | Danmark ved sommer-OL 1932 | Danmark ved sommer-OL 1932      | Danmark ved sommer-OL 1932 |
| Medalje                    | Navn                                    | Sportsgren                 | Disciplin                       |                            |
| -------------------------- | --------------------------------------- | -------------------------- | ------------------------------- | -------------------------- |
| Sølv                       | Abraham Kurland                         | Brydning                   | Græsk-romersk brydning, Letvægt |                            |
| Sølv                       | Svend Olsen                             | Vægtløftning               | Letsværvægt                     |                            |
| Sølv                       | Frode Sørensen Leo Nielsen Henry Hansen | Cykling                    | Landevejscykling (hold)         |                            |
| Bronze                     | Willy Gervin Harald Christensen         | Cykling                    | Tandem, 2000 meter              |                            |
| Bronze                     | Else Jacobsen                           | Svømning                   | Brystsvømning, 200 meter        |                            |
| Bronze                     | Peter Jørgensen                         | Boksning                   | Letsværvægt                     |                            |